# San Francisco (Venustiano Carranza)
San Francisco es una localidad del estado mexicano de Chiapas. Es parte del municipio de Venustiano Carranza.

## Toponimia
El nombre «San Francisco» hace referencia al santo patrono de la localidad: Francisco de Asís.

## Demografía
| Gráfica de evolución demográfica |
|                                  |

| Censo | Población |
| ----- | --------- |
| 1980  | 21        |
| 1990  | 1 524     |
| 2000  | 1 966     |
| 2010  | 2 409     |
| 2020  | 2 551     |